# Bataille de Lugdunum
Compétition pour l'Empire romain entre Clodius Albinus et Septime Sévère
Batailles
Bataille d'Issos (194)

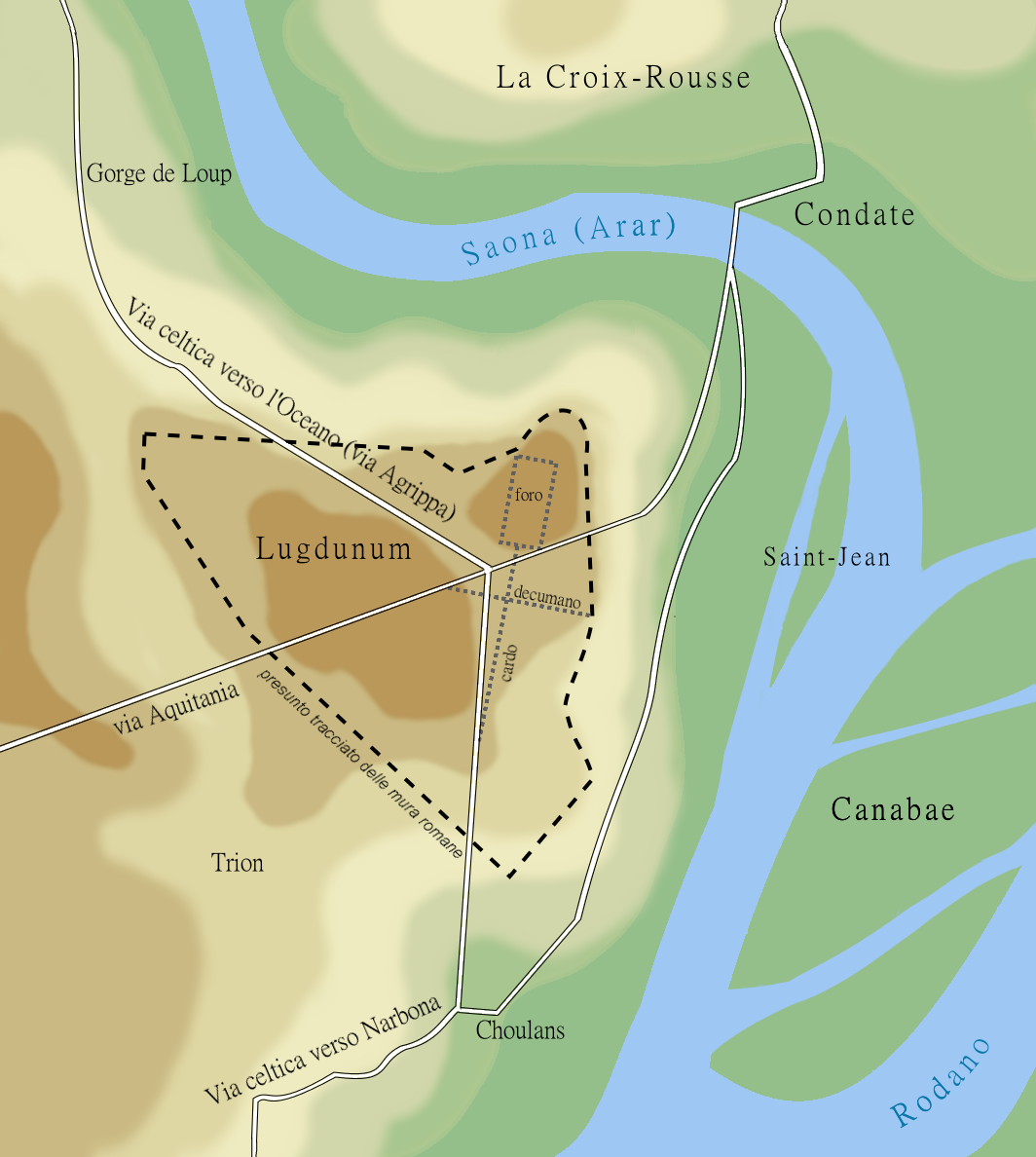
Localisation de la bataille de Lugdunum.

La bataille de Lugdunum (également appelée bataille de Lyon) oppose les armées de l'empereur Septime Sévère à l'usurpateur romain Clodius Albinus, le 19 février 197, au nord de Lugdunum. Cette bataille remportée par Septime Sévère est relatée principalement par Dion Cassius, dont seul le texte remanié par Jean Xiphilin au Moyen Âge nous est parvenu.

## Origine
Le 31 décembre 192, l'empereur Commode, dernier de la dynastie des Antonins, est assassiné. Septime Sévère, qui a été gouverneur de la Gaule lyonnaise de 186 à 188, est à ce moment-là en Pannonie (depuis 191), gouverneur et commandant de trois légions. Dès le lendemain de la mort de Commode, Pertinax est porté au pouvoir et promet pour son avènement un donativum. Les caisses étant vides, il ne peut honorer complètement sa promesse et se fait assassiner par les prétoriens le 28 mars 193, après seulement 87 jours de règne. Cet événement provoque la colère de Septime Sévère.
Après la mort de l'empereur Pertinax, une lutte s'engage pour sa succession. L'empereur de Rome, Didius Julianus, doit faire face à un prétendant, le commandant des légions pannoniennes Septime Sévère. Avant d'aller à Rome, Sévère fait alliance avec le puissant commandant des légions de Bretagne, Clodius Albinus, lui promettant le titre de César. Après avoir éliminé Didius en 193, Pescennius Niger en 194, et après une campagne en Orient en 195, Sévère attribua à son fils le titre de César. Cette nomination entraîne la rupture de son alliance avec Albinus qui est déclaré ennemi public par le Sénat.

## Contexte
En 196, après avoir été acclamé empereur par ses troupes, Clodius Albinus marche avec sur la Gaule. D'après l'historien Dion Cassius, jusqu'à 150 000 hommes prennent part à l’affrontement dans chaque camp. Ce nombre est très probablement exagéré car cela signifierait que près des trois quarts des troupes de l'Empire romain de l'époque y auraient participé. Albinus emmène vraisemblablement tous ses effectifs de Bretagne, soit trois légions et des troupes auxiliaires. De Gaule, il envoie des messagers demander des subsistances et de l’argent. Il installe son quartier général à Lugdunum, incorporant la XIIIe cohorte urbaine qui servait de garnison dans cette capitale provinciale. Il y est rejoint par Lucius Novius Rufus, le gouverneur de Tarraconaise, et par la VIIe légion Gemina. 
L’année 196 se passe en escarmouches dans différents secteurs. Albinus attaque les forces de la province de Germanie dirigées par Virius Lupus. Il les bat mais cette victoire ne fut pas suffisante pour les convaincre de leur intérêt à changer de camp. Albinus envisage ensuite d'envahir l'Italie, mais Sévère a paré à cette éventualité en renforçant les garnisons protégeant les cols alpins.
Durant l'hiver 196-197, Sévère rassemble ses forces le long du Danube et marche vers la Gaule, où, à sa grande surprise, Albinus dispose de troupes équivalentes aux siennes. Les deux armées s'affrontent d'abord à Tinurtium (Tournus), où Sévère bien que vainqueur ne peut obtenir une victoire décisive.

## Bataille

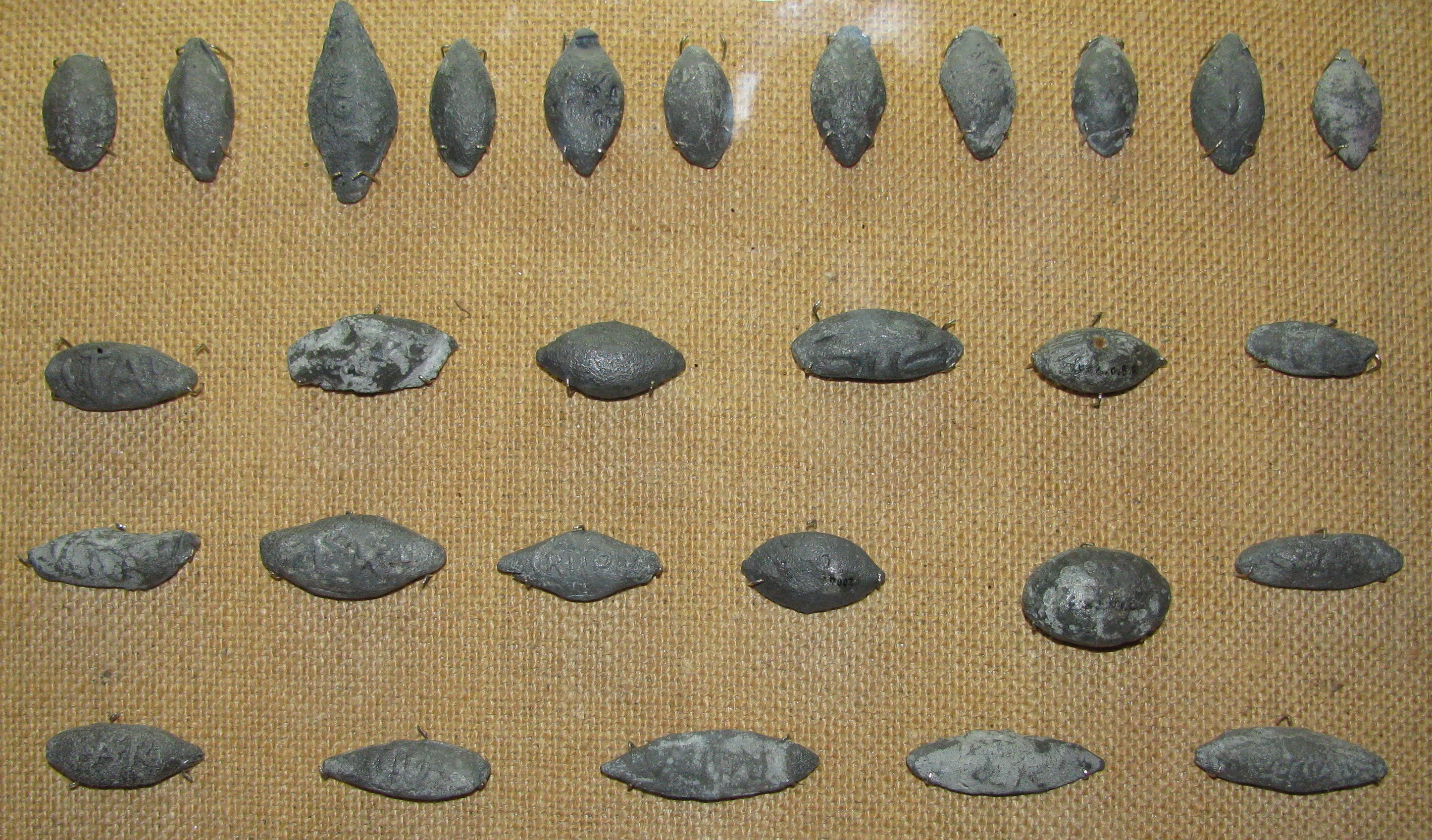
Balles de fronde en plomb trouvées à Lyon (musée Lugdunum).

La bataille a eu lieu à l'extrémité du plateau de la Dombes, au pied des Monts d'Or ou sur le plateau à l'ouest de la ville, où se trouve aujourd'hui Tassin-la-Demi-Lune.
L'armée d'Albinus fait retraite vers Lugdunum et celle de Sévère la suit. La bataille frontale et décisive commence le 11e jour avant les calendes de mars (19 février 197). D’après tous les narrateurs, l’issue de la bataille est longtemps incertaine. Selon Dion Cassius l’aile gauche d’Albinus finit par plier et se retirer dans son camp, immédiatement attaquée par les soldats de Sévère et de ses généraux, Marius Maximus, Plautien et Tiberius Claudius Candidus. De son côté, l’aile droite feint une attaque pour lancer ses traits, suivie d’un repli et attire les sévériens dans un secteur piégé de tranchées dissimulées où ils tombent en désordre et commencent à se faire massacrer. Sévère intervient avec ses prétoriens, mais tombe de cheval, frappé par une balle de fronde en plomb selon l'Histoire Auguste. Se relevant il déchira son manteau impérial, tira son épée et se jetant parmi les fuyards parvint à les arrêter et à les ramener au combat. Hérodien donne une version moins glorieuse : l’armée d’Albinus est en train de l'emporter dans le secteur commandé par Septime Sévère, qui en se repliant tombe de cheval et doit abandonner son manteau impérial pour ne pas être reconnu. 
Le cours de la bataille est renversé par l’intervention décisive de la cavalerie qui contre-attaque de flanc les troupes d’Albinus,. Celles-ci se croyant victorieuses ne sont plus en ordre de bataille et se débandent après une brève résistance. Les troupes de Sévère les poursuivent jusqu’à Lugdunum (Lyon) et les massacrent dans le cul-de-sac que constitue le confluent de la Saône et du Rhône. Hérodien et Dion Cassius insinuent tous deux que Lætus aurait attendu pour intervenir que l’affaire tourne mal pour Sévère, dans l’espoir de se faire proclamer empereur à sa place.

## Suites de la bataille
Le bilan de la bataille est inconnu, les auteurs évoquent de lourdes pertes de part et d’autre, mais aussi des prisonniers et des fuyards. Dion Cassius décrit le classique tableau des champs de bataille : plaine couverte de cadavres d'hommes et de chevaux, ruisseaux de sang qui coulent dans les fleuves. Tertullien, écrivain africain contemporain des faits, se fit l’écho du massacre, en datant un de ses écrits du temps où « le Rhône n’avait pas eu le temps de laver ses rives ensanglantées ».
Le sort exact d'Albinus n'est pas connu, car les auteurs divergent. Aurelius Victor, auteur tardif, mentionne laconiquement qu’il est tué près de Lyon. Dion dit qu’il se réfugie vers Lugdunum où il se suicide. Sévère le fait décapiter et fait disperser le reste de son corps. Selon Hérodien, les soldats de Sévère le capturent dans Lyon et le décapitent. L’Histoire Auguste rapporte diverses issues : suicide, tué par ses soldats, ou frappé par un de ses esclaves et traîné mourant devant Sévère. Toujours selon l’Histoire Auguste, Sévère aurait fait piétiner son corps par son cheval, l’aurait laissé exposé plusieurs jours, puis l’aurait fait déchiqueter par des chiens et jeter les restes dans le Rhône. En revanche, tous les auteurs s’accordent pour indiquer que la tête d’Albinus fut envoyée à Rome afin d’y être exposée en guise d'avertissement,,. 
La ville de Lugdunum fut quant à elle livrée au pillage des soldats vainqueurs et incendiée. 
Les Lyonnais en garderont un souvenir cuisant, qui se transformera au fil des siècles : Au VIe siècle, Grégoire de Tours, apparenté aux évêques de Lugdunum, rapporte sous la forme d’une persécution le souvenir déformé des massacres qu’il situe entre la mort de Pothin de Lyon et celle de Irénée de Lyon, c’est-à-dire lors de la guerre de Septime Sévère contre Albinus et du sac de Lyon : « Une persécution s'étant élevée, le démon suscita, par la main du tyran, de telles guerres dans ce pays, un si grand nombre de fidèles furent égorgés parce qu'ils confessaient le nom du Seigneur, que des fleuves de sang chrétien coulaient sur les places publiques, et que nous ne pourrions dire le nombre ni les noms des martyrs ». L'absence de toute confirmation par les auteurs chrétiens antérieurs, dont Tertullien et Eusèbe de Césarée, justifie de considérer cette « persécution » comme légendaire, lointain écho du pillage de 197.

## Résultats archéologiques
Le lieu de la bataille n'est pas connu avec certitude. Anciennement il était situé sur le plateau de Sathonay, au nord de Lyon.
Au cours du XIXe siècle, plusieurs trouvailles fortuites dans l'agglomération lyonnaise mettent à jour des trésors monétaires significatifs : en 1826 à Genas, plus de deux mille denier (monnaie)s de Clodius Albinus ; en 1841 au clos des Lazaristes, plusieurs milliers de deniers. Des monnaies sont récupérées dans des inhumations individuelles ou collectives : en 1844 à Saint-Didier-au-Mont-d'Or, fosse commune de plusieurs squelettes, dont un porteur d'une cotte de mailles ; au début du XIXe siècle dans le 1er arrondissement de Lyon, des ossements humains et un grand nombre de monnaies d'argent ; dans le 9e arrondissement de Lyon, un amas d'ossements accompagnés de vingt-cinq deniers et au même endroit en 1883 un aureus de Clodius Albinus. Ces découvertes monétaires ont été rapidement dispersées, mais elles ont en point commun des émissions qui ne dépassent pas la date de 196, et sont presque exclusivement en deniers, espèces classiquement distribuées aux militaires. Elles peuvent donc être reliés à l'événement.
En 1950, lors de travaux au 10 de la rue des Fantasques, au pied des pentes du plateau de la Croix-Rousse, les ouvriers découvrent à 6 métres et demi au dessous du sol moderne dans l'angle formé par deux murs antiques un squelette, des fragments d'équipement et quelques monnaies. Aucun relévé ne fut effectué sur la position du squelette, ce qui ne permet pas de conclure à une tombe amménagée ou à la présence du corps à un emplacement fortuit. Les fragments d'épuipement comprennent une épée brisée en deux, divers petits élements métalliques et des lettres qui devaient être rivetées à une courroie en cuir, permettant de reconstituer la formule UTERE FELIX. L'examen des douze deniers d'argent récupérés donne une datation ultime avec une monnaie de Septime Sévère frappée en 194 et sans trace d'usure. Cette monnaie a été émise à Antioche, son propriétaire pourrait donc être un légionnaire danubien de Septime Sévère ayant servi en Orient en 193-194 contre Pescennius Niger. Pierre Wuilleumier conclut en 1950 qu'il s'agit d'un soldat mort lors de la bataille de 197, qui, d'après la localisation du corps du soldat, aurait eu lieu sur le plateau de Rillieux qui se termine par la colline de la Croix-Rousse.
Les fouilles dans le quartier de Vaise ont localisé un charnier, mêlant les restes de quatre humains et quatre chevaux. Toutefois, l'absence d'effets personnels ramène à l'état d'hypothèse un rapprochement avec la bataille de Lugdunum.
Plus récemment, des découvertes archéologiques rue du sergent Michel-Berthet et montée de Balmont à Vaise, ou des militaria de la fin du IIe siècle ou du début IIIe siècle tendent a démontrer que le lieu le plus probable est le plateau de La Duchère.
Divers objets militaires trouvés sur site sont présentés dans le musée Lugdunum : armes blanches, balles de fronde en plomb, cottes de mailles.

## Conséquences à moyen terme
À la suite de ce conflit, le pouvoir de Septime Sévère est définitivement établi. La répression frappe en Gaule et en Espagne ceux qui ont aidé Albinus, à Rome les sénateurs qui l'ont soutenu, trahis par les lettres saisies dans les archives d’Albinus.
La XIIIe cohorte urbaine basée à Lugdunum et dispersée dans la bataille ne fut pas reconstituée. Sévère remplaça cette garnison par des détachements prélevés sur les quatre légions du Rhin, récompensant leur fidélité par des affectations de tout repos.
À la suite de cette révolte, les forces romaines en Bretagne sont affaiblies, ce qui entraînera des incursions, des soulèvements et le retrait des Romains du mur d'Antonin vers le mur d'Hadrien plus au sud. C'est en réprimant un de ces soulèvements que Sévère meurt près de la ville actuelle d'York le 4 février 211 à quelques semaines du 14e anniversaire de sa victoire de Lugdunum.

## Historiographie
La principale source concernant la bataille vient de Dion Cassius, historien romain de langue grecque, dans son Histoire romaine, et qui en est contemporain. Mais le texte d'origine ne nous est parvenu que dans une version remaniée au XIe siècle par Jean Xiphilin. Dion Cassius a relaté correctement les faits, tout en les interprétant parfois mal. Les fouilles archéologiques ont permis de compléter ces écrits.
Deux autres auteurs contemporains de Septime Sévère et de ses successeurs ont rapporté des informations sur la bataille de Lugdunum. Le premier, le sénateur et historien Marius Maximus, qui a participé à la bataille du côté de Sévère, mais ses ouvrages rédigés en latin sont totalement perdus. Le second, l'historien Hérodien, fonctionnaire impérial de langue grecque, a également couvert cette même période dans une histoire, mais en seconde main à partir, dit-il, d’historiens qui ne cherchaient pas à plaire, mais à dire la vérité. Enfin, une compilation plus tardive du IVe siècle ou du Ve siècle, l’Histoire Auguste déclare puiser ses sources auprès de Marius Maximus et de Hérodien,. Ce dernier ouvrage montre un goût prononcé pour l’anecdote et le sordide, et est souvent suspecté par André Chastagnol d’en inventer. La Vie de Clodius Albinus de 'Histoire Auguste est riche de détails, mais incertains et contradictoires.

## Postérité
Quatre journées d’étude sur la bataille de Lugdunum ont été organisées par l'Université Jean-Moulin-Lyon-III dans le courant de l’année 2017 pour faire la synthèse des connaissances et des découvertes récentes. Cette synthèse a été également présentée sous forme de bande dessinée dans le numéro de décembre 2017 du mensuel de bande dessinée Les Rues de Lyon.
L'évocation de la bataille entre Septime Sévère et Albinus est l'élément central de l'exposition temporaire « En quête de pouvoir », présentée au musée Lugdunum de Lyon, du 6 octobre 2021 au 27 février 2022.

#### Sources
- Dion Cassius, Histoire romaine, livre 73,14 – livre 76,17.
- Hérodien, traduction de Denis Roques, Histoire des empereurs romains de Marc-Aurèle à Gordien III, Les Belles Lettres, Collection la Roue à livres, Paris, 1990  (ISBN 2-251-33903-5).
- (la + fr) Auteur inconnu (trad. du latin par André Chastagnol, préf. André Chastagnol), Histoire Auguste, Paris, Robert Laffont, coll. « Bouquins », 1994, CLXXXII + 1244 (ISBN 2-221-05734-1).